# 2012년 일본 프로 야구 신인 선수 선택 회의
2012년도 일본 프로 야구 신인 선수 선택 회의는 2012년 10월 25일에 그랜드 프린스 호텔 신 다카나와에서 열린 제48회 프로 야구 드래프트 회의이다. 도시바가 특별 협찬했으며 지명을 포함한 명칭은 "2012 프로 야구 드래프트 회의 supported by TOSHIBA"이다.

## 개요
2008년 이후 드래프트 회의에서 고등학생 및 대학생·사회인을 동시에 지명하는 시스템을 채용했으며, 신인 선수 선택 회의에서 70명, 육성 선수 선택 회의에서 13명의 교섭권이 확정되었다.
드래프트 회의 전에 하나마키히가시 고등학교의 오타니 쇼헤이가 미국 야구계에 진출할 의향을 밝혔지만 홋카이도 닛폰햄 파이터스는 오타니를 지명하겠다는 입장을 고수했으며, 결국 오타니는 닛폰햄에 단독 지명되었다.
한편 작년에 닛폰햄의 지명을 받았으나 입단을 거부하고 도카이 대학에서 일년을 재수한 스가노 도모유키는 요미우리 자이언츠의 단독 지명을 받았고, 2012년 봄·여름 고시엔 대회를 제패한 오사카 도인 고등학교의 주전투수인 후지나미 신타로는 한신, 오릭스 등 4개 구단에서 중복 지명을 받아 결국 한신 타이거스가 교섭권을 획득했다.

## 1순위 중복 지명 선수
|              | 선수 이름         | 위치 | 지명 구단                    |
| ------------ | ----------------- | ---- | ---------------------------- |
| 중복 첫 번째 | 히가시하마 나오   | 투수 | DeNA, 소프트뱅크, 세이부     |
| 중복 첫 번째 | 후지나미 신타로   | 투수 | 오릭스, 한신, 롯데, 야쿠르트 |
| 중복 첫 번째 | 모리 유다이       | 투수 | 히로시마, 라쿠텐             |
| 중복 두 번째 | 마쓰나가 다카히로 | 투수 | 오릭스, 롯데                 |
| 중복 두 번째 | 마스다 다쓰시     | 투수 | 히로시마, 세이부             |

- 굵게 표시된 구단은 교섭권 획득 구단. 구단 이름은 제비뽑기 순이었다.

## 지명 목록
육성 선수 입단에 굵게 표시된 선수는 이후 지배 하에 선수 등록이 된 선수.

### 센트럴 리그

#### 요미우리 자이언츠
| 순위              | 선수 이름       | 위치   | 소속          | 결과 |
| ----------------- | --------------- | ------ | ------------- | ---- |
| 1위               | 스가노 도모유키 | 투수   | 도카이 대학   | 입단 |
| 2위               | 오루이 스스무   | 내야수 | 도토 대학     | 입단 |
| 3위               | 쓰지 하루토모   | 내야수 | 고모노 고교   | 입단 |
| 4위               | 구몬 가쓰히코   | 투수   | 오사카 가스   | 입단 |
| 5위               | 사카구치 마사키 | 내야수 | 도카이 대학   | 입단 |
| 육성선수 드래프트 |                 |        |               |      |
| 순위              | 선수 이름       | 위치   | 소속          | 결과 |
| 1위               | 다하라 게이고   | 투수   | 요코하마 고교 | 입단 |
| 2위               | 마쓰토미 린     | 내야수 | 벳푸 대학     | 입단 |

#### 주니치 드래곤스
| 순위 | 선수 이름       | 위치   | 소속                 | 결과 |
| ---- | --------------- | ------ | -------------------- | ---- |
| 1위  | 후쿠타니 고지   | 투수   | 게이오 대학          | 입단 |
| 2위  | 하마다 다쓰로   | 투수   | 아이치 공업대학 고교 | 입단 |
| 3위  | 후루모토 타케루 | 외야수 | 류코쿠 대학          | 입단 |
| 4위  | 스기야마 쇼타   | 포수   | 와세다 대학          | 입단 |
| 5위  | 미조와키 하야토 | 내야수 | 규슈 가쿠인 고교     | 입단 |
| 6위  | 이노우에 고시   | 투수   | 시티라이트 오카야마  | 입단 |
| 7위  | 와카마츠 슌타   | 투수   | 유세이 고교          | 입단 |

#### 도쿄 야쿠르트 스왈로스
| 순위 | 선수 이름       | 위치   | 소속                   | 결과 |
| ---- | --------------- | ------ | ---------------------- | ---- |
| 1위  | 이시야마 다이치 | 투수   | 야마하                 | 입단 |
| 2위  | 오가와 야스히로 | 투수   | 소카 대학              | 입단 |
| 3위  | 다가와 겐고     | 투수   | 고치 주오 고교         | 입단 |
| 4위  | 에무라 마사야   | 투수   | 와이텍                 | 입단 |
| 5위  | 호시노 유다이   | 포수   | 가가와 올리브 가이너스 | 입단 |
| 6위  | 야치 료타       | 내야수 | 고쿠가쿠인 대학        | 입단 |
| 7위  | 오바 다쓰야     | 투수   | 히타치 제작소          | 입단 |

#### 히로시마 도요 카프
| 순위              | 선수 이름       | 위치   | 소속                      | 결과 |
| ----------------- | --------------- | ------ | ------------------------- | ---- |
| 1위               | 다카하시 히로키 | 외야수 | 헤이안 고교               | 입단 |
| 2위               | 스즈키 세이야   | 내야수 | 니쇼 대학 부속 고교       | 입단 |
| 3위               | 우에모토 다카시 | 내야수 | 메이지 대학               | 입단 |
| 4위               | 시모즈루 고     | 외야수 | Honda                     | 입단 |
| 5위               | 미마 유키       | 내야수 | 나루토 스시오 고교        | 입단 |
| 육성선수 드래프트 |                 |        |                           |      |
| 순위              | 선수 이름       | 위치   | 소속                      | 결과 |
| 1위               | 쓰지 소라       | 투수   | 기후조후쿠 고교           | 입단 |
| 2위               | 모리시타 쓰카사 | 외야수 | 아이치 공업대학 부속 고교 | 입단 |

#### 한신 타이거스
| 순위 | 선수 이름       | 위치   | 소속               | 결과 |
| ---- | --------------- | ------ | ------------------ | ---- |
| 1위  | 후지나미 신타로 | 투수   | 오사카 도인 고교   | 입단 |
| 2위  | 호조 후미야     | 내야수 | 고세이가쿠인 고교  | 입단 |
| 3위  | 다나보 고지로   | 투수   | JFE 동일본         | 입단 |
| 4위  | 아즈하타 신야   | 포수   | 세이노 운수        | 입단 |
| 5위  | 가네다 가즈유키 | 투수   | 오사카 가쿠인 대학 | 입단 |
| 6위  | 오가타 료스케   | 외야수 | 도요 대학          | 입단 |

#### 요코하마 DeNA 베이스타스
| 순위              | 선수 이름         | 위치   | 소속                   | 결과 |
| ----------------- | ----------------- | ------ | ---------------------- | ---- |
| 1위               | 시라사키 히로유키 | 내야수 | 고마자와 대학          | 입단 |
| 2위               | 미시마 가즈키     | 투수   | 호세이 대학            | 입단 |
| 3위               | 이노 쇼이치       | 투수   | NTT 동일본             | 입단 |
| 4위               | 아카호리 다이치   | 외야수 | 세가사미               | 입단 |
| 5위               | 아베 다테키       | 투수   | NTT 서일본             | 입단 |
| 6위               | 미야자키 도시로   | 내야수 | 세가사미               | 입단 |
| 육성선수 드래프트 |                   |        |                        |      |
| 순위              | 선수 이름         | 위치   | 소속                   | 결과 |
| 1위               | 이마이 긴타       | 투수   | 히로시마 국제학원 고교 | 입단 |

### 퍼시픽 리그

#### 홋카이도 닛폰햄 파이터스
| 순위 | 선수 이름       | 위치   | 소속                   | 결과 |
| ---- | --------------- | ------ | ---------------------- | ---- |
| 1위  | 오타니 쇼헤이   | 투수   | 하나마키히가시 고교    | 입단 |
| 2위  | 모리모토 다쓰야 | 내야수 | 다카마키 제일 고교     | 입단 |
| 3위  | 가기야 요헤이   | 투수   | 주오 대학              | 입단 |
| 4위  | 우사미 루이타   | 내야수 | 현립 히로시마 공업고교 | 입단 |
| 5위  | 아라카키 하야토 | 투수   | 도시바                 | 입단 |
| 6위  | 야기 쇼고       | 투수   | JX-ENEOS               | 입단 |
| 7위  | 가와노 히데카즈 | 투수   | 신일본제철             | 입단 |

#### 사이타마 세이부 라이온스
| 순위              | 선수 이름       | 위치   | 소속                   | 결과 |
| ----------------- | --------------- | ------ | ---------------------- | ---- |
| 1위               | 마스다 다쓰시   | 투수   | NTT 서일본             | 입단 |
| 2위               | 아이우치 마코토 | 투수   | 지바 국제고교          | 입단 |
| 3위               | 가네코 유지     | 내야수 | 리쓰메이칸 대학        | 입단 |
| 4위               | 다카하시 도모미 | 투수   | 세이노 운수            | 입단 |
| 5위               | 사토 이사무     | 투수   | 고난 고교              | 입단 |
| 육성선수 드래프트 |                 |        |                        |      |
| 순위              | 선수 이름       | 위치   | 소속                   | 결과 |
| 1위               | 미즈구치 다이치 | 내야수 | 가가와 올리브 가이너스 | 입단 |

#### 후쿠오카 소프트뱅크 호크스
| 순위              | 선수 이름         | 위치   | 소속                             | 결과 |
| ----------------- | ----------------- | ------ | -------------------------------- | ---- |
| 1위               | 히가시하마 나오   | 투수   | 아시아 대학                      | 입단 |
| 2위               | 이토 유스케       | 투수   | 도호쿠 가쿠인 대학               | 입단 |
| 3위               | 다카타 도모키     | 내야수 | 아시아 대학                      | 입단 |
| 4위               | 마사고 유스케     | 외야수 | 니시조요 고교                    | 입단 |
| 5위               | 가사하라 다이카   | 투수   | 후쿠오카 공업대학 부속 조도 고교 | 입단 |
| 6위               | 야마나카 히로후미 | 투수   | Honda 구마모토                   | 입단 |
| 육성선수 드래프트 |                   |        |                                  |      |
| 순위              | 선수 이름         | 위치   | 소속                             | 결과 |
| 1위               | 야기 다케시       | 포수   | 군마 다이아몬드 페가수스         | 입단 |
| 2위               | 오타키 유스케     | 외야수 | 지구 환경고교                    | 입단 |
| 3위               | 이이다 유야       | 투수   | 도쿄 농업대학 홋카이도 오호츠크  | 입단 |
| 4위               | 미야자키 하야오   | 외야수 | 미에주쿄 대학                    | 입단 |

#### 도호쿠 라쿠텐 골든이글스
| 순위              | 선수 이름         | 위치   | 소속                 | 결과 |
| ----------------- | ----------------- | ------ | -------------------- | ---- |
| 1위               | 모리 유다이       | 투수   | 히가시 후쿠오카 고교 | 입단 |
| 2위               | 노리모토 다카히로 | 투수   | 미에주쿄 대학        | 입단 |
| 3위               | 오쓰카 나오히토   | 투수   | 규슈 가쿠인 고교     | 입단 |
| 4위               | 시모쓰마 다카히로 | 포수   | 사카타 미나미 고교   | 입단 |
| 5위               | 시마이 히로히토   | 외야수 | 구마모토 골든 락스   | 입단 |
| 6위               | 가키자와 다카히로 | 투수   | 가미무라 가쿠인 고교 | 입단 |
| 육성선수 드래프트 |                   |        |                      |      |
| 순위              | 선수 이름         | 위치   | 소속                 | 결과 |
| 1위               | 미야가와 쇼       | 투수   | 오사카 체육대학      | 입단 |

#### 지바 롯데 마린스
| 순위 | 선수 이름         | 위치   | 소속              | 결과 |
| ---- | ----------------- | ------ | ----------------- | ---- |
| 1위  | 마쓰나가 다카히로 | 투수   | 오사카 가스       | 입단 |
| 2위  | 가와미쓰 히로야   | 투수   | 규슈 공립대학     | 입단 |
| 3위  | 다무라 다쓰히로   | 포수   | 고세이가쿠인 고교 | 입단 |
| 4위  | 가토 쇼헤이       | 외야수 | 조부 대학         | 입단 |

#### 오릭스 버펄로스
| 순위              | 선수 이름       | 위치   | 소속                   | 결과 |
| ----------------- | --------------- | ------ | ---------------------- | ---- |
| 1위               | 마쓰바 다카히로 | 투수   | 오사카 체육대학        | 입단 |
| 2위               | 사토 준이치     | 투수   | 도토 대학              | 입단 |
| 3위               | 후시미 도라이   | 포수   | 도카이 대학            | 입단 |
| 4위               | 다케다 겐고     | 외야수 | 지유가오카 고교        | 입단 |
| 5위               | 모리모토 쇼타   | 투수   | 후쿠이 미라클 엘리펀츠 | 입단 |
| 6위               | 도다 료         | 투수   | JR 동일본              | 입단 |
| 육성선수 드래프트 |                 |        |                        |      |
| 순위              | 선수 이름       | 위치   | 소속                   | 결과 |
| 1위               | 하라 다이키     | 포수   | 시나노 그랜드세로즈    | 입단 |
| 2위               | 니시카와 히로키 | 외야수 | 후쿠이 미라클 엘리펀츠 | 입단 |

## 텔레비전·라디오 중계

### 텔레비전
TV 중계는 지상파에서는 TBS계열의 방송에서 16:53 ~ 17:45 시간대에 전국 방송되었다. 또한 CS는 스카이 A sports+가 최종 낙점까지 완전 중계했다.

### 지상파
- TBS 계열 《프로야구 드래프트 회의 2012》
  - 16:53 ~ 17:45
  - 해설 : 하츠다 케이스케 설명 : 오다케 아츠요시, 마키하라 히로시 게스트 설명 : 가네모토 도모아키 인터뷰 : 오가사와라 와타루

### CS
- 스카이 A sports+ 《프로야구 드래프트 회의 2012 supported by TOSHIBA》
  - 16:30 ~ 19:30(생중계)
  - 해설 : 야마시타 코우 해설자 : 코세키 준지 리포터 : 에다마츠 준이치 게스트 : 우에다 지로